# Boulevard des Pyrénées

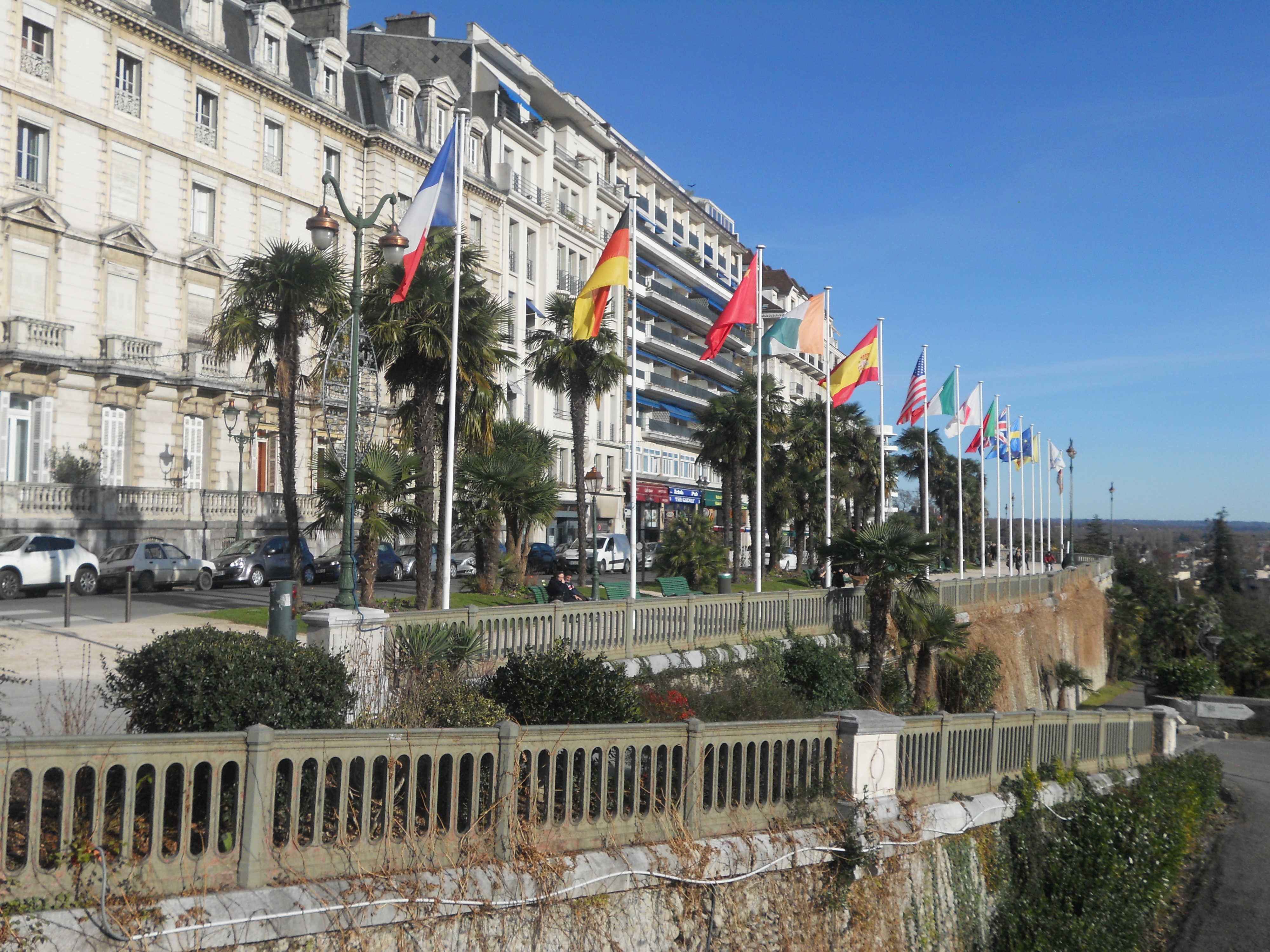
Abschnitt des Boulevard des Pyrénées

Der Boulevard des Pyrénées ist eine Straße in der südwestfranzösischen Stadt Pau.
Die Konstruktion ist als monument historique klassiert.

## Lage
Die Prachtstraße führt auf der Südseite an der Altstadt von Pau vorbei und verbindet das Schloss von Pau mit dem Park beim Palais Beaumont. Sie bildet der Topographie über dem Fluss Ousse angepasst einen weiten Bogen und hat eine Länge von 1,8 Kilometern.
Die Straße beginnt im Westen vor dem Tor zum Schlosspark, passiert danach das Hotel de Gassion und die Kirche Sankt Martin und führt in der Mitte zum großen Hauptplatz Place Royale mit dem städtischen Rathaus. Vor der Place Royale liegt eine Terrasse, unter der sich der Pavillon des Arts befindet. Auf der Terrasse steht der Brunnen von Vigny, und daneben liegt die Bergstation der Seilbahn von Pau, die vom tiefer gelegenen Bahnhof zum Stadtzentrum hinaufführt.
In der Verlängerung gegen Osten liegen der Aragonplatz sowie Geschäftshäuser und Wohnhäuser am Boulevard, der vor dem Palais Beaumont in die Allée Emile Bournac und die Allée Anna de Noailles (nach Anna de Noailles) übergeht.
Von der weiten Straße aus ist im Süden das ferne Bergpanorama der Pyrenäen zu sehen, was die Namengebung bestimmt hat.
Das steile Gelände unterhalb des Boulevard des Pyrénées ist als Parkanlage gestaltet und mit Fußwegen erschlossen.

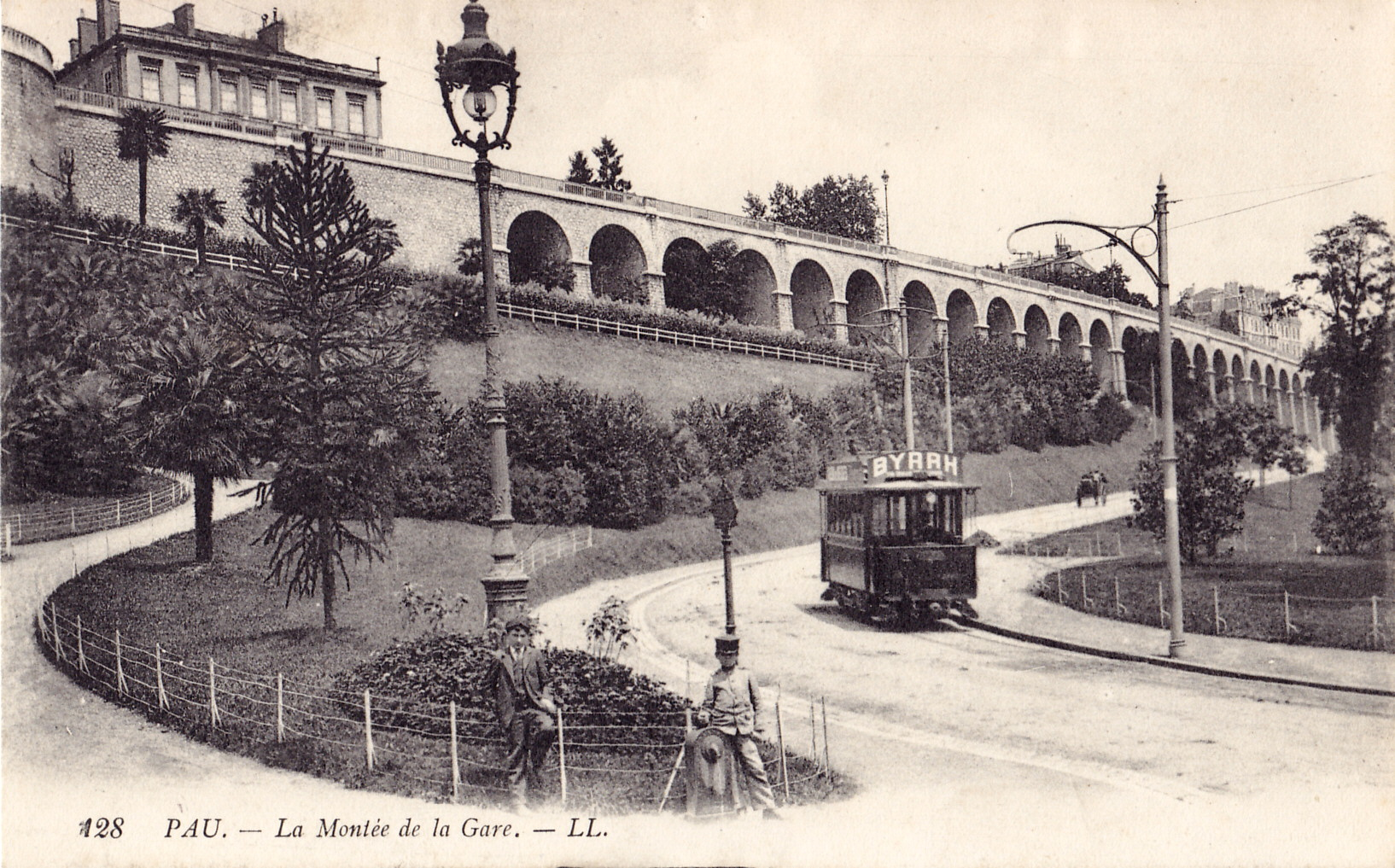
Arkaden als Unterbau des Boulevard des Pyrenées

## Geschichte
Die Idee für die Anlage der Flaniermeile wird auf einen Besuch von Napoleon Bonaparte in Pau zurückgeführt, der empfohlen haben soll, einen Bau zu errichten, von wo aus man die schöne Aussicht auf die Bergwelt genießen könne. Auch der Schriftsteller Alphonse de Lamartine rühmte die Aussicht von Pau: «Pau est la plus belle vue de terre du monde comme Naples est la plus belle vue de mer.»
Von 1854 bis 1875 wurde ein erster Abschnitt der Terrassenstraße unter dem Namen Boulevard du Midi gebaut. In den 1890er Jahren begann die Planung für die Fortsetzung der Straße unter dem Bürgermeister Henri Faisans. Seit dem Bau des Eisenbahnanschlusses 1863 war Pau zu einem beliebten Winterkurort geworden, und die Stadt sollte nun ähnlich wie Nizza mit der Promenade des Anglais eine Prachtstraße erhalten, welche den Touristen das Erlebnis der umgebenden Landschaft bei ihrem Aufenthalt erlauben würde.

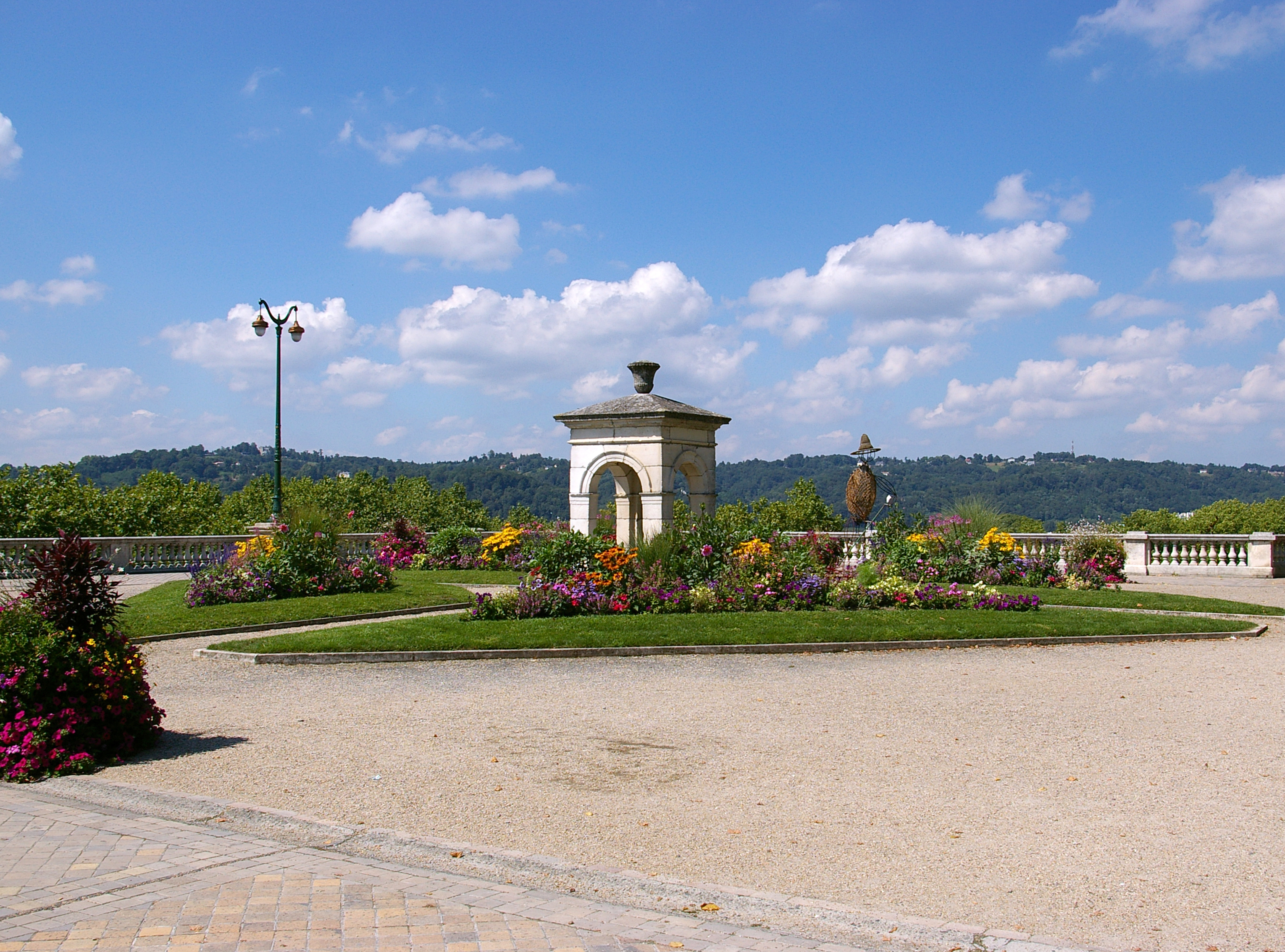
Terrasse mit der Fontaine Alfred de Vigny

Die Straße wurde vom Bauingenieur Jean-Charles Alphand geplant. Zunächst schritt die Stadt zur Expropriation mehrerer Grundstücke in der Nähe der Domäne Beaumont. Der Bau der breiten Straße über dem steilen Abhang machte den Bau einer langen Arkadenkonstruktion nötig, so dass die Anlage von der Südseite wie ein monumentaler Viadukt erscheint. Die Bauarbeiten dauerten bis 1899. Die breite Straße zwischen Beaumont und dem Schloss erhielt im mittleren Abschnitt eine Palmenallee. Vor dem zentralen Platz Place Royale wurde die Terrasse errichtet, von der aus seit 1908 die Standseilbahn den Weg zum Bahnhof erleichtert.
Die ursprünglich geplante Fortsetzung des Boulevard des Pyrenées gegen Westen bis nach Billière unterblieb in der Folge.